# Lễ hội hoa ban

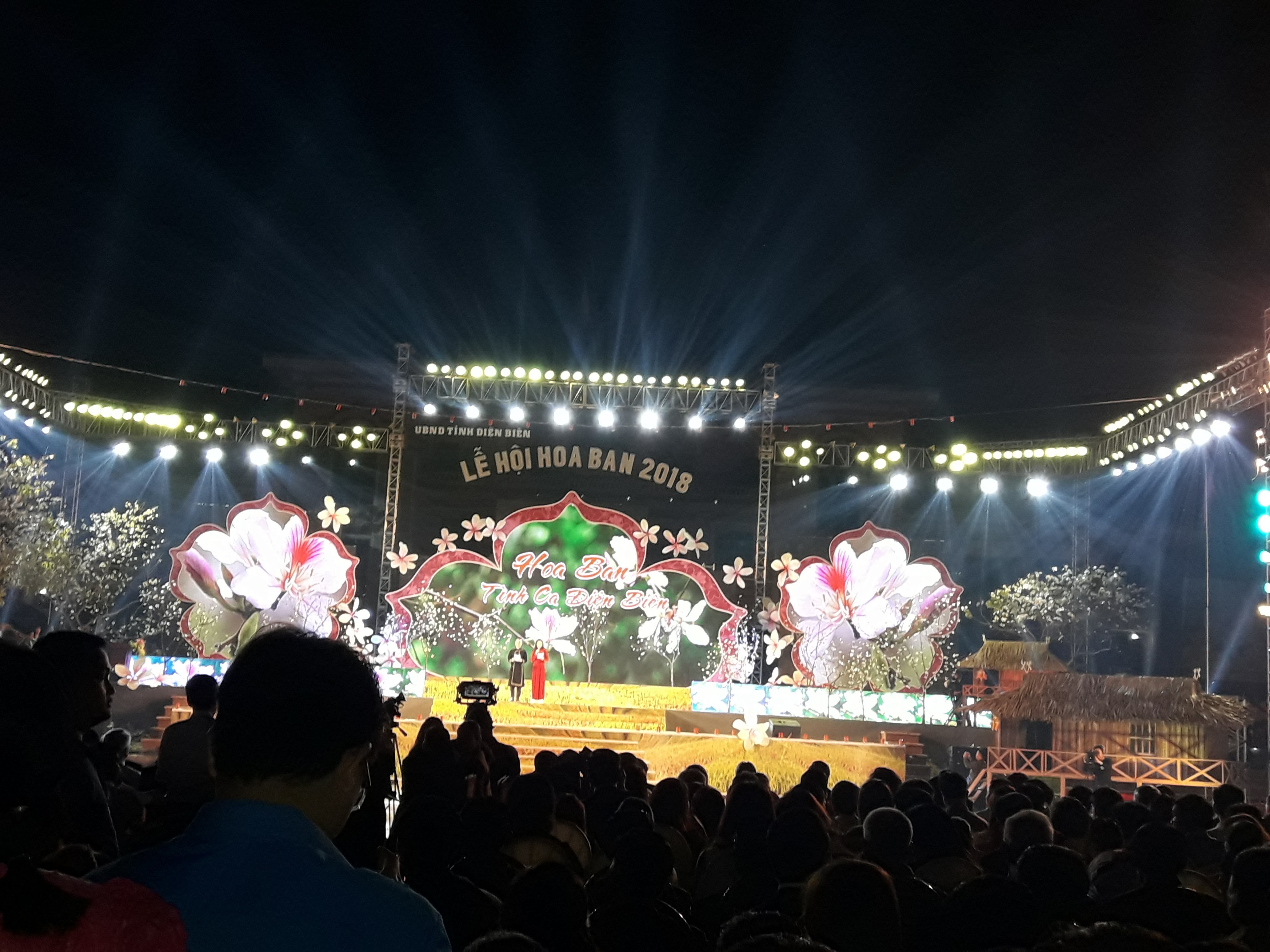
Ảnh chụp lễ khai mạc lễ hội hoa ban ở Điện Biên năm 2018.

Lễ hội hoa Ban hay còn gọi là lễ hội Xên Mường được người Thái ở Tây Bắc tổ chức vào dịp tháng 2 âm lịch, khi hoa ban bắt đầu nở trắng cả núi rừng Tây Bắc.  Lễ hội thể hiện tấm lòng tôn kính tri ân của nhân dân tưởng nhớ công lao to lớn của các vị nhân thần tiền bối và cầu cho quốc thái, dân an, bản mường no ấm, quanh năm mưa thuận gió hòa, mùa màng bội thu, gia đình hạnh phúc...
Lễ hội Hoa Ban thể hiện nét văn hóa tâm linh trong đời sống tinh thần của đồng bào dân tộc Thái với tâm nguyện thỉnh bái "Then" – vị thần tối cao trong hàng ngũ thánh thần theo quan niệm của người Thái; thỉnh bái "nàng Ban" – một nữ nhân vật huyền thoại biểu thị cho sự trinh trắng của người thiếu nữ Thái và tình yêu đôi lứa thủy chung; thỉnh bái ma trời, ma mường, ma núi, ma sông... phù hộ cho mưa thuận gió hoà, mùa màng tươi tốt, vạn vật đơm hoa, kết trái, cho lứa đôi hạnh phúc và phù hộ cho cuộc sống của dân bản luôn đầm ấm, yên vui.

## Sự tích lễ hội
Chuyện kể rằng, nàng Khôm (tiếng Thái là nghèo, cay đắng) và chàng Tào Lu (nghĩa là giàu có) yêu nhau nhưng không được gia đình chấp thuận. Mùa xuân, hai người rủ nhau lên chơi hang Thẩm Đông Ngoạng (hang rừng ve, tức hang Thẩm Lé bây giờ). Ít lâu sau, chàng bị cảm rồi chết, biến thành con Tô Mánh Lú (màu đen, to hơn con ve). Nàng Khôm không muốn bị ép duyên với chàng trai khác đã bỏ trốn vào rừng. Nàng chạy, chạy mãi, kiệt sức rồi chết ở trong rừng. Nơi nàng nằm xuống mọc lên một loại cây có hoa trắng, có hương thơm, mật ngọt. Người dân gọi đó là hoa Ban.
Loài hoa ban ấy nở đúng vào mùa xuân, thời gian mà chàng Lu và nàng Khôm cùng nhau đi chơi hang. Hàng năm, cứ mỗi độ xuân về, hoa ban lại nở trắng núi rừng Tây Bắc.

## Phần lễ
Họ mang lễ vật lên hang Thẩm Lé cúng. Lễ gồm một con lợn, mấy cành ban, hoa ban, chai rượu, hai bát gạo, hai bát cơm, vài nén hương cùng với trầu cau. Thầy mo làm lễ cúng thần hang, thần rừng, cầu cho dân chúng có cuộc sống ấm no, sung túc.

## Phần hội
Thanh niên trai gái bắt đầu vui hội hái hoa, sôi nổi với những trò diễn độc đáo. Âm vang nhộn nhịp của tiếng pí, tiếng khèn, tiếng trống chiêng. Con trai thổi khèn, con gái dập dìu múa điệu Thẩm Lé, điệu múa dành riêng cho việc đi hái hoa ban. Các chàng trai thi nhau trèo lên các cây ban hái hoa. Một cây có khi 5, 6 người trèo lên. Ở bên dưới, các cô gái lấy cái ớp (gần giống cái giỏ) đón những bông hoa thả xuống. Anh chàng nào có ý với cô gái nào thì thả vào chỗ cô đó. Các cô cũng vậy, ưng anh nào thì cố mà đón lấy hoa của anh đó.

## Kết thúc hội
Kết thúc cũng là lúc trai gái chia tay nhau để xuống đồng cày cấy, mùa xuân cũng là mùa làm nương. Cho nên, ai cũng cố gắng động viên nhau đi chơi. Dân ca Thái có đoạn rằng:
Muốn chơi thì chơi lúc ban còn hoa
Đùa thì đùa thời hoa ban còn nhiều
Lát nữa hoa sẽ tàn
Con gái có chồng thì bị xích đeo tay, gông đeo cổ, không được đi nữa...

## Sự mai một của lễ hội
Không gian dành cho lễ hội bị thu hẹp nhiều, do các đặc thù phát triển kinh tế vùng. Nhiều rừng ban bị chặt nhiều phục vụ cho phát triển, sinh hoạt theo đặc thù. Thế hệ trẻ càng ít biết đến, khi lễ hội không được tổ chức liên tục hàng năm.